# Cariri do Tocantins
Cariri do Tocantins là một đô thị thuộc bang Tocantins, Brasil. Đô thị này có diện tích 1128,596 km², dân số năm 2007 là 3562 người, mật độ 3,16 người/km².